# Helmold von Bosau
Helmold von Bosau (* um 1120 im Raum Goslar; † nach 1177 in Bosau, Holstein) war Chronist und Geistlicher.

## Leben
Helmold trat um 1134 in das zu Missionszwecken gegründete Kloster Segeberg ein. Der Konvent wurde 1137 nach einem Angriff Pribislaws nach Neumünster zurückverlegt. Seine weitere Ausbildung erhielt Helmold, vermutlich zwischen 1139 und 1142, in Braunschweig durch den späteren Bischof Gerold, damals Leiter der Stiftsschule St. Blasius. Nach seiner Rückkehr nach Neumünster wurde Helmold 1150 zum Diakon geweiht. Seit etwa 1156 war er Pfarrer in Bosau, dem Missionsstützpunkt Vizelins und Gerolds.

## Chronica Slavorum

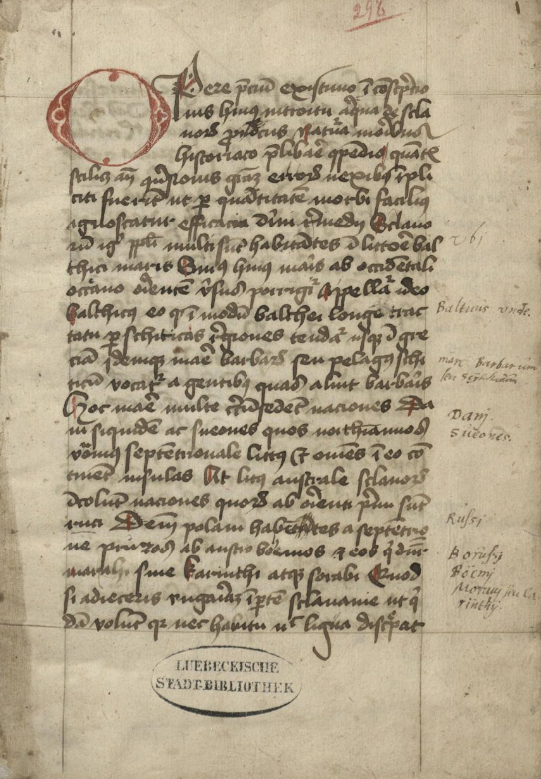
Beginn der Lübecker Handschrift (15. Jahrhundert)

Helmold schrieb, wohl auf Anregung des Bischofs Gerold von Oldenburg, wahrscheinlich um 1167 eine Chronik in lateinischer Sprache, die Chronica Slavorum (Slawenchronik). Das Werk beschreibt die Ostsiedlung und die Missionierung der Slawen ab Karl dem Großen. Es befasst sich vorrangig mit der Herrschaftsbildung, Siedlung und Mission in Ostholstein, Mecklenburg, Brandenburg, Pommern und Skandinavien. Als Quellen verwendete Helmold vor allem Adam von Bremen, die Viten Willehads und Ansgars, ergänzt um mündliche Überlieferung und eigene Erfahrung. Helmolds Slawenchronik gilt als bedeutendste Schriftquelle Niederdeutschlands des 12. Jahrhunderts. Arnold von Lübeck setzte die Chronik von 1171 bis 1209 fort. Ernst von Kirchberg übertrug sie 1378/1379 in hochdeutsche Reimform. Die älteste Ausgabe wurde von Schorkel (Frankfurt 1556) herausgegeben.

## Handschriften, Ausgaben und Übersetzungen

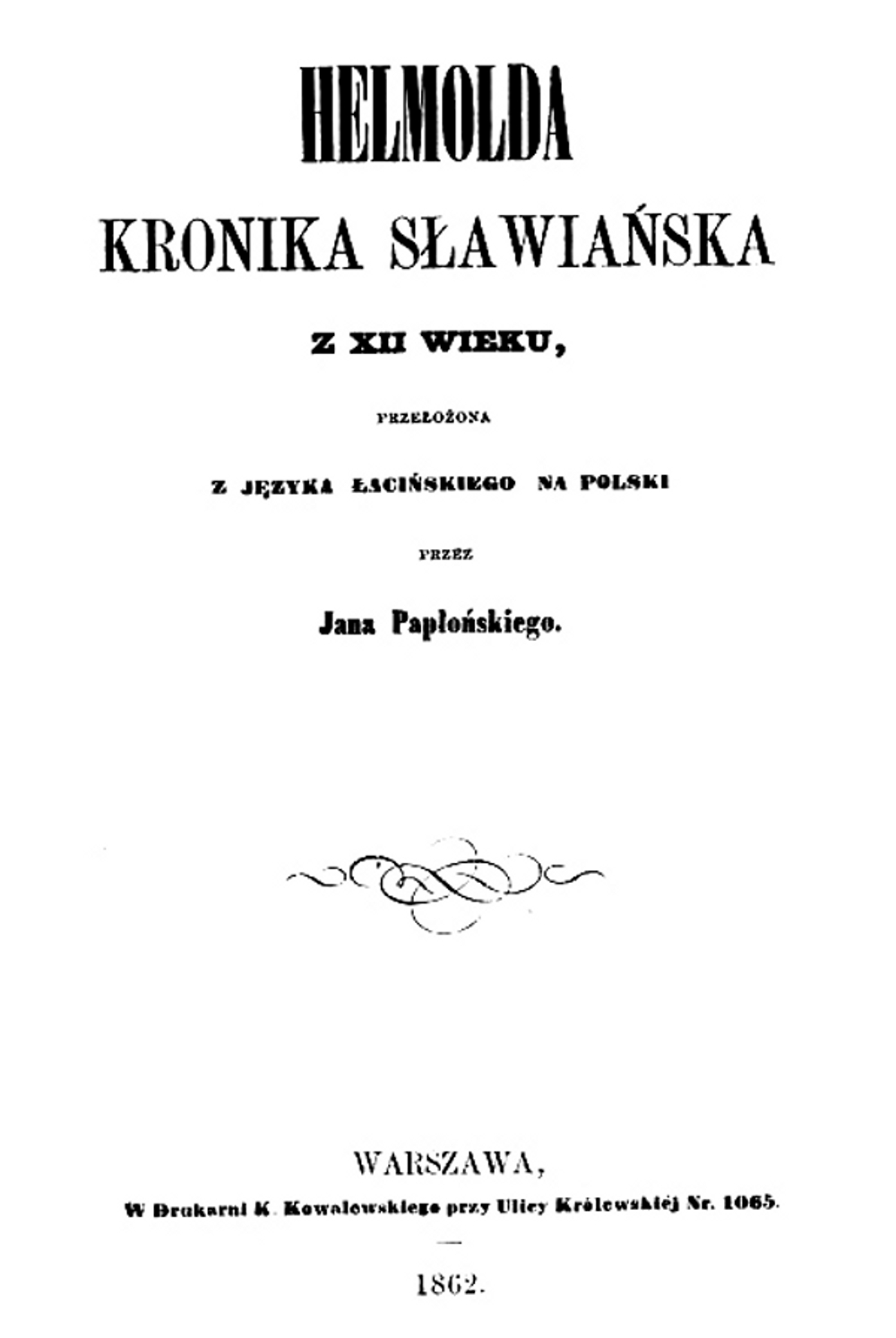
Chronica Slavorum in polnischer Übersetzung, 1862

- Digitalisat der Lübecker Handschrift aus dem 15. Jahrhundert, Stadtbibliothek Lübeck, Ms. hist. 4° 4
- Bernhard Schmeidler (Hrsg.): Scriptores rerum Germanicarum in usum scholarum separatim editi 32: Helmolds Slavenchronik (Helmoldi presbyteri Bozoviensis Cronica Slavorum) Hannover 1937 (Monumenta Germaniae Historica, Digitalisat)
- Helmold: Chronica Slavorum, Neu übertragen und erläutert von Heinz Stoob. In: Ausgewählte Quellen zur deutschen Geschichte des Mittelalters. (FSGA 19), 7. Aufl. 2008 (unveränderter Nachdruck der 6., gegenüber der 5. um einen Nachtrag erweiterte Auflage 2002), Wissenschaftliche Buchgesellschaft, Darmstadt 2008, ISBN 3-534-00175-3.
- Helmold: Chronik der Slaven (Übersetzt von Josef M. Laurent und Wilhelm Wattenbach, herausgegeben von Alexander Heine). Phaidon, Essen / Stuttgart 1986, ISBN 3-88851-102-X (= Historiker des deutschen Altertums).